# Khāneh Reghūm
Khāneh Reghūm (persiska: Khāneh Reghān, Khāneh Rūghān, خانه روغان, خانه رقوم, خانه رغان) är en ort i Iran.   Den ligger i provinsen Kerman, i den sydöstra delen av landet, 900 km sydost om huvudstaden Teheran. Khāneh Reghūm ligger 2 518 meter över havet och antalet invånare är 252.
Terrängen runt Khāneh Reghūm är kuperad åt sydväst, men åt nordost är den bergig.Runt Khāneh Reghūm är det glesbefolkat, med 17 invånare per kvadratkilometer. Närmaste större samhälle är Darb-e Behesht, 19,8 km öster om Khāneh Reghūm. Omgivningarna runt Khāneh Reghūm är i huvudsak ett öppet busklandskap.